# Chlorogomphus arooni
Chlorogomphus arooni là loài chuồn chuồn trong họ Chlorogomphidae. Loài này được Asahina mô tả khoa học đầu tiên năm 1981.